# 植物目録
植物目録（しょくぶつもくろく）とは、特定の地域の植物を分類学的に整理した目録 (Index) である。一般的には植物誌 (Flora) よりも簡易なものと捉えられる。
通常はその対象として種子植物とシダ植物を含むが、コケ植物や藻類は対象としない。その地域に産する植物の名前（学名と和名）のリストとして提示され、普通は分布に関する情報が提供される。単にそれだけの場合もあり、地域の植物相に関する概観や若干の種に関する記述が着く場合もある。

## 代表的植物目録
- 植物目録　環境庁自然保護局編　日本全域を網羅している